# 浓江农场
浓江农场是一个位于中华人民共和国黑龙江省佳木斯市同江市的农场，亦是黑龙江省农垦建三江管理局所属的一个农场。
浓江农场始建于1988年6月，位于三江平原东北部，总面积540平方公里，总人口5732人。

## 行政区划
浓江农场下辖以下单位：
浓江场直社区、浓江农场第一管理区、浓江农场第二管理区、浓江农场第三管理区、浓江农场第四管理区和浓江农场第五管理区。